# Sigmar Solbach
Sigmar Solbach (Olpe, 3 ottobre 1946) è un attore e doppiatore tedesco.

## Biografia
Nato da una ballerina austriaca e da un uomo del Sauerland, Sigmar Solbach trascorse cinque anni della sua vita a Salisburgo, prima di vivere nuovamente nella sua città natale, Olpe, dal momento dell'inizio della scuola fino al conseguimento del diploma di scuola media.
Dopo il diploma di maturità a Marburgo, dal 1967 al 1970 Sigmar Solbach frequentò un corso triennale di recitazione presso la Scuola di Recitazione della Vestfalia a Bochum, dove debuttò al Schauspielhaus di Bochum. Seguirono stagioni teatrali presso il Teatro di Stato dell'Assia a Wiesbaden e il Teatro Municipale di Augusta, nonché numerose tournée in tutta la Germania, tra cui al Theater des Westens e al Theater am Kurfürstendamm nella Berlino Ovest.
Il suo primo ruolo significativo è stato 
nella serie televisa tedesca
Der Winter, der ein Sommer war, prodotta dalla hr, in cui ha  uno dei ruoli principali. 

## Filmografia

### Cinema
- Victoria - regia di Bo Widerberg (1979)
- Es gibt noch Haselnußsträucher - regia di Vojtěch Jasný (1983)
- Tagebuch für einen Mörder - regia di Franz Josef Gottlieb (1988)
- Die Mädchenfalle – Der Tod kommt online - regia di Peter Ily Huemer (1998)

### Televisione
- Frühbesprechung - serie TV (1973)
- Der Winter, der ein Sommer war - serie TV (1976)
- Il commissario Köster (Der Alte) - serie TV (1977)
- St. Pauli-Landungsbrücken - serie TV (1979)
- La nave dei sogni (Das Traumschiff) - serie TV (6 episodi) (1981-2013)
- Goldene Zeiten – Bittere Zeiten - serie TV (1981)
- Un caso per due (Ein Fall für zwei) - serie TV (1 episodio) (1982)
- Geschichten aus der Heimat - serie TV (1983)
- Schöne Ferien - minuserie TV (1985)
- Wie würden Sie entscheiden? - serie TV (1985)
- Hans im Glück - serie TV (1987)
- Berliner Weiße mit Schuß - serie TV (1987)
- L'eredità dei Guldenburg (Das Erbe der Guldenburgs) - serie TV (1987-1990)
- Die Männer vom K3 - serie TV (1988)
- Fabrik der Offiziere - serie TV (1989)
- Lukas und Sohn - serie TV (1989)
- Insel der Träume - serie TV (1991)
- La famiglia Drombusch (Diese Drombuschs) - serie TV (12 episodi) (1992-1994)
- Tatort - serie TV (1992)
- Auto Fritze - serie TV (1993-1994)
- Dr. Stefan Frank - Der Arzt, dem die Frauen vertrauen - serie TV (1995-2001)
- Weißblaue Geschichten - serie TV (1 episodio) (2002)
- Rosamunde Pilcher - serie TV (2005,2013)
- La clinica tra i monti (Die Alpenklinik) - serie TV (2007-2009)
- Guardia costiera (Küstenwache) - serie TV (2008)
- Squadra Speciale Vienna (Soko Wien) - serie TV (2 episodi) (2010,2015)
- Wilsberg - serie TV (2011)
- Soko 5113 - serie TV (2013)

## Doppiaggio
- Antonio Sabàto in E venne il giorno dei limoni neri
- Gene Wilder il Il piccolo principe
- John Saxon in Napoli violenta
- Tom Skerritt in Alien
- Ed Harris in Knightriders - I cavalieri, Cose preziose, Swing Shift - Tempo di swing
- Ciarán Hinds in Persuasione, Jane Eyre
- Bill Murray in Stripes - Un plotone di svitati
- James Stewart in Partita d'azzardo
- Féodor Atkine in Pauline alla spiaggia
- Vijay Amritraj in Octopussy - Operazione piovra
- Kevin Costner in Il vincitore
- Kirk Douglas in Lo strano amore di Marta Ivers
- Larry Poindexter in Standoff
- Michael Biehn in La settima profezia, K2 - L'ultima sfida
- Peter Weller in RoboCop, RoboCop 2
- John Smith in Pocahontas

## Doppiatori italiani
Nelle versioni in italiano delle opere in cui ha recitato, è stato doppiato da Sigmar Solbach:
- Sandro Iovino in La clinica tra i monti